# Акрозома
Акрозомата е често срещан органел в сперматозоидите на много животни. Намира се във вътрешността на главичката на сперматозоида. Акрозомата има формата на шапка на сперматозоида и се синтезира от Апарата на Голджи.
При плацентните бозайници акрозомата съдържа храносмилателни ензими (като хиалоронидаза и акрозин).